# Peugeot 505
O Peugeot 505 é um modelo de porte médio-grande fabricado pela Peugeot entre 1978 e 1992. Teve seu projeto desenhado pelo estúdio Pininfarina e feito sob a base do Peugeot 504, sendo o último carro com tração traseira da marca. Cerca de 1.350.798 unidades foram produzidas.

## Historia[1][2]

### 1978
O carro é lançado na França com a carroceria Sedan, para substituir o Peugeot 504.

### 1980
Cerca de 1.200 unidades da versão turbodiesel foram compradas para uso como táxis para as cidades de Nova York e Los Angeles. 

### 1982
Recebe um motor de 150 cv. O carro vendeu 15,000 unidades nos Estados Unidos.

### 1983
A Peugeot convoca a Porsche para o desenvolvimento de um motor turbo a gasolina.

### 1984
É introduzido um novo motor de 160 cv.

### 1985
Graças a um Kit PTS (Peugeot-Talbot Sport) disponível até 1989, o motor podia render 200 CV, nesse mesmo ano o painel recebeu modificações, também recebeu novas luzes traseiras e grade dianteira.

### 1986
Recebe o motor V6 de 170 cv, e uma versão furgão chega nesse mesmo ano. Foram construídos 2 modelos cupê e conversível nunca lançados, mas são exibidos no Museu Peugeot em Sochaux, também é oferecido o modelo Dangel (4x4), 505 V6. À essa altura o carro possuía  ABS, central de comando remoto das portas, teto solar deslizante e elevadores de janela elétrica, espelhos elétricos com degelo, e para versões de caixa automático um controle de cruzeiro.

### 1992
Após um carreira de sucesso, a Peugeot retira o carro de linha, sendo substituído pelo Peugeot 405.